# Franz Seraphin Hölzl
Franz Seraphin Thomas Hölzl (* 14. März 1808 in Malatzka bei Pressburg, Kaisertum Österreich; † 18. August 1884 in Pécs, Königreich Ungarn) war ein österreichischer Komponist, Chorleiter und Kirchenmusiker.

## Leben
Hölzl besuchte die Gesangsschule des Piaristengymnasiums in der Wiener Josephstadt und sang im Kirchenchor. Ab 1823 erhielt er eine Ausbildung am Musikinstitut von Ferdinand Pálffys k.k. privatem Theater an der Wien in Gesang, Violine, Violoncello, Klavier und Generalbass. Nach Schließung des Instituts 1827 setzte er seine Ausbildung bei Erasmus Kessler und Ignaz von Seyfried fort und sang im Wiener Opernchor. Zugleich unterrichtete er von 1827 bis 1830 Generalbass beim Musikverein zur Bildung der Schulpräparanden für echte Kirchenmusik bei St. Anna. Er war in dieser Zeit mit dem Dichter Nikolaus Lenau und dem Komponisten Franz Schubert befreundet.
Ab 1830 wirkte Hölzl ein Jahr als Musikmeister der Familie Lubomirski in Polen, dann lebte er als Lehrer in Wien. Hier hatte er erste Erfolge als Komponist mit Lauda Sion und dem Oratorium Noah (Text von Anton von Perger), das am 23. Mai 1841 von einem Chor und Orchester aus Mitgliedern des Hof-Operntheaters unter der Leitung von Georg Hellmesberger aufgeführt wurde.
1841 ging Hölzl als künstlerischer Leiter des Musikvereins nach Innsbruck, ab 1843 war er neunzehn Jahre lang Kapellmeister im Dom zu Pécs. Hier gründete er 1847 die Liedertafel (Pécsi Dalárda) deren erster Direktor und Chorleiter er wurde und die bis zum Ende des Jahrhunderts bestand. 1844 führte er sein Oratorium Noah mit 500 Mitwirkenden im Großen Redoutensaal der Wiener Hofburg auf. Für die Kaiser Franz Joseph I. gewidmete Krönungsmesse wurde er 1852 mit der Goldenen Medaille für Kunst und Wissenschaft ausgezeichnet.
Allein im Archiv des Doms zu Pécs befinden sich mehr als einhundert kirchenmusikalische Werke Hölzls, darunter zahlreiche Messen, Offertorien, Psalmen, Hymnen und Requiem. Zudem komponierte er auch unter anderem zwei Konzertouvertüren für Orchester, eine Sinfonie, sieben Streichquartette und drei Quintette, zwei Sonaten für Violine und Klavier und die Oper Colonna (1847).